# Прохоренко, Юрий Сергеевич
Ю́рий Серге́евич Прохоре́нко (род. 9 марта 1951, Кировоград) — советский легкоатлет, участник Олимпийских игр 1980 года. Чемпион Европы в помещении 1976 года. Мастер спорта международного класса.

## Карьера
На Олимпийских играх 1976 года Юрий Прохоренко участвовал в прыжках с шестом и занял 10-е место. На московской Олимпиаде Прохоренко не смог пройти квалификацию.
Двукратный бронзовый призёр чемпионата СССР 1979 и 1980 года.